# گودمنچستر
latitudeگودمنچسترlongitudeگودمنچستر
گودمنچستر (به انگلیسی: Godmanchester) یک شهرک در بریتانیا است که در هانتینگدونشر واقع شده‌است.

## خصوصیات
گودمنچستر ۵٬۵۰۰ نفر جمعیت دارد.